# 科岑
科岑（德語：Kotzen）是德国勃兰登堡州的一个市镇，隶属于哈弗尔兰县。总面积为42.87平方千米，截至2020年总人口为598人。